# Догодине у Призрену
„Догодине у Призрену” сингл је музичког састава Београдски синдикат и етно групе Траг. Издат је 6. октобра 2018. Назив сингла је настао по јеврејској фрази Догодине у Јерусалиму.
Назив песме представља жељу за повратак српског народа у Призрен, као и на целу територију Косова и Метохије.